# Shwayze
Aaron Smith (nascido em 29 de Maio de 1986) conhecido artisticamente por Shwayze, é um rapper estadunidence. Nasceu em Malibu, Califórnia. Seu primeiro single "Buzzin'" alcançou o  #46 no Billboard Hot 100.

Seu segundo single "Corona and Lime," alcançõu o #23 lugar no Billboard Hot 100 in the U.S. O álbum de Shwayze, que conta com a parceria de Adler em todas suas músicas, foi lançado em 19 de Agosto de 2008.
Shwayze e Adler são os protagonistas do reality show da MTV intitulado Buzzin', que estreou em 23 de Julho de 2008 nos Estados Unidos e no dia 12 de Janeiro de 2009 no Brasil. Shwayze e Adler lançaram uma mixtape intitulada Rich Girls em 24 de Novembro de 2008.

## Discografia

### Álbuns
| Ano  | Informações                                                                                 | Posições | Posições | Posições | Certificações |
| Ano  | Informações                                                                                 | EUA      | EUA R&B  | CAN      | Certificações |
| ---- | ------------------------------------------------------------------------------------------- | -------- | -------- | -------- | ------------- |
| 2008 | Shwayze - Segundo álbum de estúdio - Lançamento: 19 de agosto, 2008                         | 10       | 5        | 3        |               |
| 2009 | Let It Beat - Terceiro álbum de estúdio - Lançamento: 3 de novembro, 2009                   | 55       | —        | 3        |               |
| 2010 | Live at the Hollywood Palladium - Primeiro álbum ao vivo - Lançamento: 30 de novembro, 2010 | 118      | —        | 13       |               |

### Singles

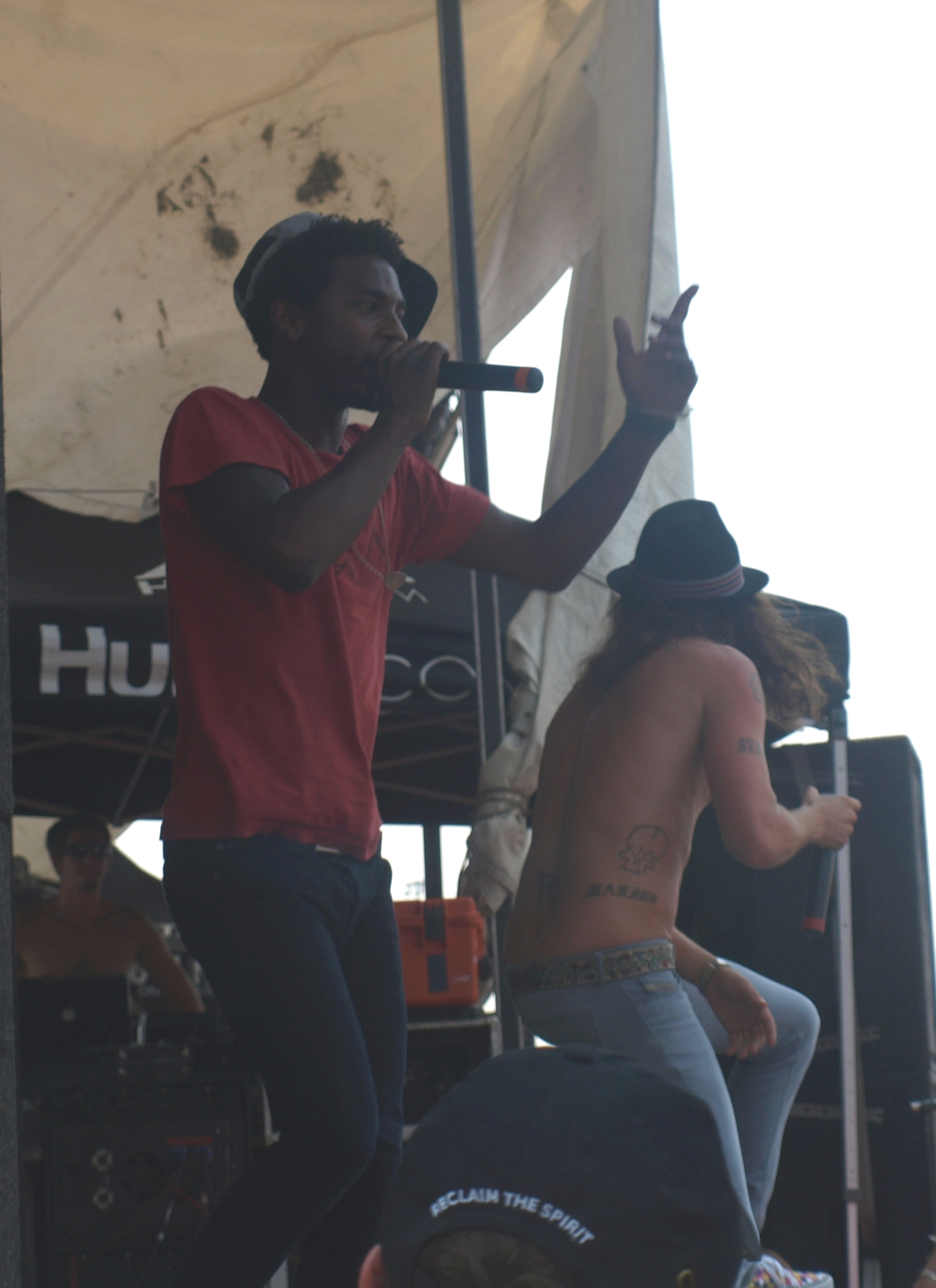
Shwayze e Don Cisco em Englishtown, Nova Jersey em 2008

| Ano  | Título                                | Posições | Posições    | Posições | Posições          | Álbum   |
| Ano  | Título                                | EUA 100  | Hot Digital | EUA Pop  | Top 40 Mainstream | Álbum   |
| ---- | ------------------------------------- | -------- | ----------- | -------- | ----------------- | ------- |
| 2008 | "Buzzin'" (part. Cisco Adler)         | 46       | 18          | 47       | 35                | Shwayze |
| 2008 | "Corona and Lime" (part. Cisco Adler) | 23       | 6           | 32       | —                 | Shwayze |